# گروزنی
شهر گِروزنی (به روسی: Гро́зный، به چچنی: Соьлж-ГIала) مرکز جمهوری چچنستان در روسیه است.
این شهر در کنار رود سونژا قرار دارد و جمعیت آن در سال ۲۰۲۲ برابر با ۸۰۰،۱۹۹ است. جمعیت این شهر از یک دههٔ پیش به این‌سو تقریباً نصف شده‌است.

## نام
واژهٔ گروزنی روسی است و معنی آن نیرومند است. (برای نمونه برابر روسی ایوان مخوف نیز Иван Грозный (ایوان گروزنیی) است. در خلال جمهوری جدایی‌خواه نام رسمی این شهر در سال ۱۹۹۶ به جوهرقلعه (جوخارقالا) تغییر یافت. این نام به افتخار جوهر دودایف، نخستین نخست‌وزیر جمهوری جدایی‌خواه چچنی ایچکریا انتخاب شد.
در دسامبر ۲۰۰۵ رأی اکثریّت در پارلمان چچنستان بر این بود تا نام شهر را به افتخار رئیس‌جمهور پیشین، احمد قدیروف به احمدقلعه (آخمدقالا) تغییر دهند ولی پسر او، رمضان قدیروف که نخست‌وزیر جمهوری و رئیس‌جمهوری بعدی آن بود با این امر مخالفت کرد.
مسجد جامع گروزنی از مساجد زیبا و مشهور در چچن است.